# Christopher Hinton
Christopher Hinton, o barão Hinton de Bankside OM, KBE, FRS, FREng, (Tisbury, Wiltshire, 12 de maio de 1901 — Londres, 22 de junho de 1983) foi um engenheiro nuclear britânico.
Foi presidente do Institution of Mechanical Engineers em 1966, e o primeiro presidente da Royal Academy of Engineering.